# Zornica (biljni rod)
Zornica (lat. Parentucellia), biljni rod trajnica iz porodice volovotkovki. Pripada mu tri vrsta rasprostranjenih po zapadnoj Europi, Sredozemlju (jugoistočna Europa i sjeverna Afrika), zapadnoj i Srednjoj Aziji sa Kavkazom.
Od tri vrste u Hrvatskoj rastu dvije, širokolisna i  ljepkasta zornica

## Vrste
1. Parentucellia flaviflora (Boiss.) Nevski
2. Parentucellia latifolia (L.) Caruel, sin. Parentucellia floribunda Viv., širokolisna zornica.
3. Parentucellia viscosa (L.) Caruel, ljepkasta zornica.